# Luis Rijo
Luis Alberto Rijo (Montevideo, Uruguay, 28 de septiembre de 1927-Rivera, Uruguay, 8 de mayo de 2001) fue un futbolista uruguayo que jugaba como delantero.

## Selección nacional
Ganó la Copa del Mundo de 1950 con la selección uruguaya, pese a no haber disputado ningún partido durante el torneo.

### Participaciones en Copas del Mundo
| Mundial                        | Sede   | Resultado | Partidos | Goles |
| ------------------------------ | ------ | --------- | -------- | ----- |
| Copa Mundial de Fútbol de 1950 | Brasil | Campeón   | 0        | 0     |

## Clubes
| Club            | País    | Año |
| --------------- | ------- | --- |
| Central Español | Uruguay | ¿-? |

## Palmarés

### Copas internacionales
| Título                 | Selección | Sede   | Año  |
| ---------------------- | --------- | ------ | ---- |
| Copa Mundial de Fútbol | Uruguay   | Brasil | 1950 |